# Комирши

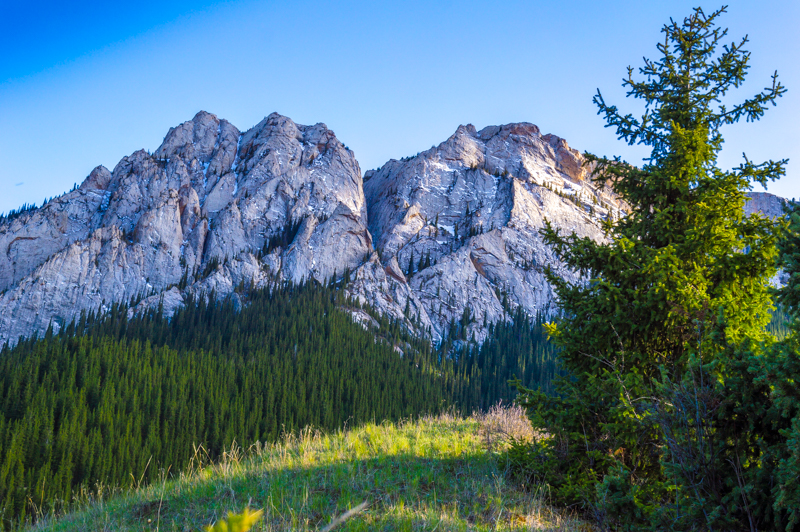
ущелье Комирши

Комирши (каз. Көмірші) — село в Райымбекском районе Алматинской области Казахстана. Входит в состав Сарыжазского сельского округа. Код КАТО — 195859300.

## Описание ущелья

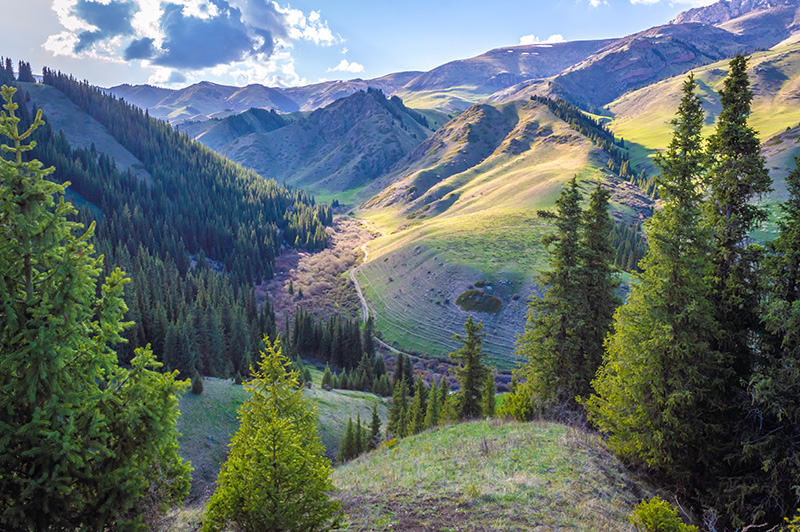

Ущелье Комирши расположено на южной стороне хребта Кетмень. Увидеть ущелье Комирши можно по двум сторонам ущелья из Кегенской долины. Пейзаж присущий азиатским безлесым горам в предгорьях, и в то же время непредсказуемый еловый лес по руслу речки Комирши. Подойдя ближе к белым скалам становится ясно, что открываются естественные ворота в другой неповторимый мир гор. Над узким ущельем нависают скалы, которые местами сужаются до ширины дороги вдоль небольшой узкой речки. Над дном долины возвышаются горы с высотой справа — 3100,2, слева — горы 3009,4 м.

## Население
В 1999 году население села составляло 857 человек (443 мужчины и 414 женщин). По данным переписи 2009 года, в селе проживало 865 человек (436 мужчин и 429 женщин).

## Примечания

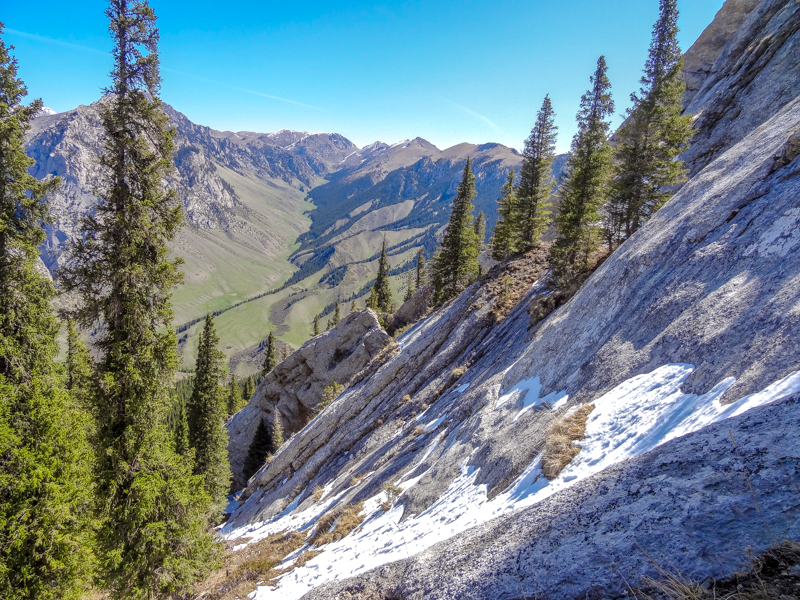

## Литература

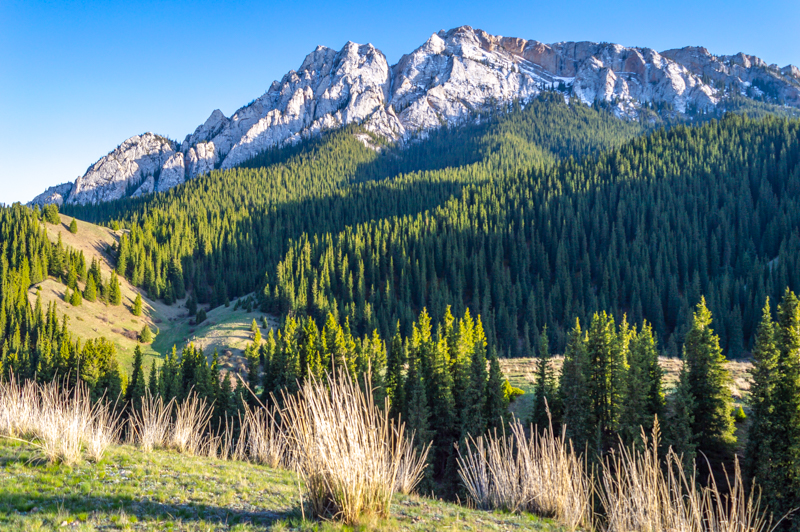

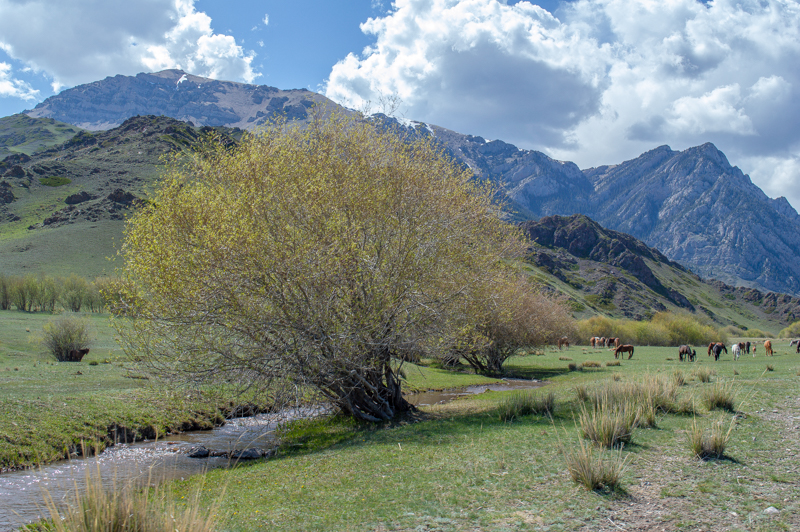